# Ley de Grashof
La Ley de Grashof establece que un mecanismo de cuatro barras tiene al menos una articulación de revolución completa, si y solo si la suma de las longitudes de la barra más corta y la barra más larga es menor o igual que la suma de las longitudes de las barras restantes.

## Demostración

### Análisis de una articulación de revolución completa
Dado un mecanismo cualquiera de cuatro barras ABCD consecutivas, se analizara la articulación AB. Se define {\displaystyle \alpha } como el ángulo relativo entre las barras A y B, {\displaystyle \beta } como el ángulo relativo entre C y D, y {\displaystyle \delta } como la distancia entre las articulaciones BC y AD.
Se sabe que por el teorema del coseno:
{\displaystyle \delta ^{2}=A^{2}+B^{2}-2AB\cos \alpha \quad y\quad \delta ^{2}=C^{2}+D^{2}-2CD\cos \beta }
siendo el coseno una función acotada superiormente por uno, se puede afirmar entonces la siguiente inecuación:
{\displaystyle C^{2}+D^{2}-2CD\leq \delta ^{2}}
con el desarrollo del binomio del cuadrado de la resta se deduce (aplicando la raíz cuadrada a ambos términos de la inecuación): 
{\displaystyle |C-D|\leq \delta }
Se puede observar también de la llamada desigualdad triangular que:
{\displaystyle \delta \leq C+D}
de ambas se deduce:
{\displaystyle |C-D|\leq \delta \leq C+D}
Si se supone que la articulación AB es de revolución completa, entonces 
{\displaystyle \delta _{min}=|A-B|\ \quad y\quad \delta _{max}=A+B}
Finalmente, se obtienen las relaciones necesarias y suficientes para que la articulación AB sea de revolución completa:
{\displaystyle |A-B|\geq |C-D|\ \quad y\quad A+B\leq C+D}.

### Análisis de un mecanismo de cuatro barras de longitudes diferentes
Se toma un mecanismo de cuatro barras I, II, III y IV en cualquier orden tal que 
{\displaystyle I>II>III>IV\quad (1)} (Los casos particulares se analizan más adelante)
Hipotéticamente existen 6 tipos de articulaciones posibles: I*II, I*III, I*IV, II*III, II*IV  y III*IV.
Y de la relación (1) se desprenden:
{\displaystyle I+II>III+IV\quad (2)}
{\displaystyle I+III>II+IV\quad (3)}
{\displaystyle II-III<I-IV\quad (4)}
I*II no es de revolución completa pues (2). Análogamente (3) y (4) impiden que I*III y II*III lo sean.
Analizando la articulación I*IV se nota que es necesario y suficiente que se cumplan (4) y
{\displaystyle I+IV<II+III\quad (5)}
o equivalentemente
{\displaystyle I-III<II-IV\quad (6)}
o
{\displaystyle I-II<III-IV\quad (7)}
Entonces son posibles articulaciones de revolución completa: I*IV, pues (4) y (5); II*IV, pues (3) y (6); y III*IV, pues (2) y (7).

### Casos particulares
{\displaystyle I=II\neq III=IV\iff }
{\displaystyle I+II>III+IV\quad (2')}
{\displaystyle I+III=II+IV\quad (3')}
{\displaystyle II-III=I-IV\quad (4')}
Y como consecuencia la única articulación que no es de revolución completa es la I*II
análogamente se deduce que si las barras son todas de la misma longitud todas las articulaciones son de revolución completa.

## Corolarios
Si cumple (5) además del teorema se cumple que:
- Si las barras son todas distintas, entonces solo hay dos articulaciones de revolución completa y articulan a la barra más pequeña.
- Si las barras son todas iguales, todas las articulaciones son de revolución completa.
- Si hay un par de barras iguales, y el par de barras más grandes está articulado entre sí, entonces esta es la única articulación de revolución incompleta.